# Francisco de Gamarra
Francisco de Gamarra (Gamarra Nagusia, març de 1558 - Àvila, 13 de desembre de 1626) va ser un religiós basc, bisbe de Cartagena (1615-1616) i d'Àvila (1616-1626).
Era fill d'un hidalgo pobre, tot i la seva situació econòmica va estudiar a la Universitat de Salamanca amb el patrocini del Col·legi de Comanadors de l'Orde d'Alcántara, a on hi figura matriculat com a familiar o criat. Va ser nomenat capellà del rei Felip III el 1599 i dos anys més tard rector de Palau, va restar durant setze anys a la cort castellana, on va mantenir una vida molt activa. Tot i que va formar part de diverses ternes per a diòcesis vacants, no seria fins a 1615 quan va esdevenir bisbe de Cartagena i l'any següent seria traslladat a Àvila, seu que va ocupar durant deu anys fins a la seva mort
Va morir el 13 de desembre de 1626. Va fundar i dotar una capella de l'església parroquial de l'Assumpció de Gamarra Nagusia, on es va fer enterrar i on hi ha estàtua orant seva sobre el seu sepulcre.